# Alfius
Alfius là một chi bọ cánh cứng trong họ Chrysomelidae.
Chi này được Reid miêu tả khoa học năm 2006.

## Các loài
Chi này gồm các loài:
- Alfius pictipennis (Lea, 1929)